# Adam Dennis
Adam Dennis (* 8. Februar 1985 in Toronto, Ontario) ist ein ehemaliger italo-kanadischer Eishockeytorwart, der im Verlauf seiner aktiven Karriere unter anderem für den Dornbirner EC in der Österreichischen Eishockey-Liga gespielt hat.

## Karriere

### Club
Adam Dennis begann seine Karriere als Eishockeyspieler bei den Oakville Blades, für die er in der Saison 2001/02 in der Ontario Junior Hockey League aktiv war. Von 2002 bis 2006 stand der Torwart in der kanadischen Juniorenliga Ontario Hockey League für die Guelph Storm und London Knights zwischen den Pfosten. Nachdem er mit Guelph 2004 den J. Ross Robertson Cup, die OHL-Meisterschaft, gewann, wechselte er im Laufe der folgenden Spielzeit zu den London Knights, mit denen er diesen Erfolg in der Saison 2004/05 wiederholte. Zudem gewann Dennis mit seiner Mannschaft anschließend die Meisterschaft der Canadian Hockey League, den Memorial Cup. Zusammen mit seinem Torwartkollegen erhielt er die Dave Pinkney Trophy für den geringsten Team-Gegentorschnitt der OHL. Er selbst wurde zum besten Torwart des Memorial-Cup-Turniers gewählt sowie in der Saison 2005/06 zum OHL Goaltender of the Year.

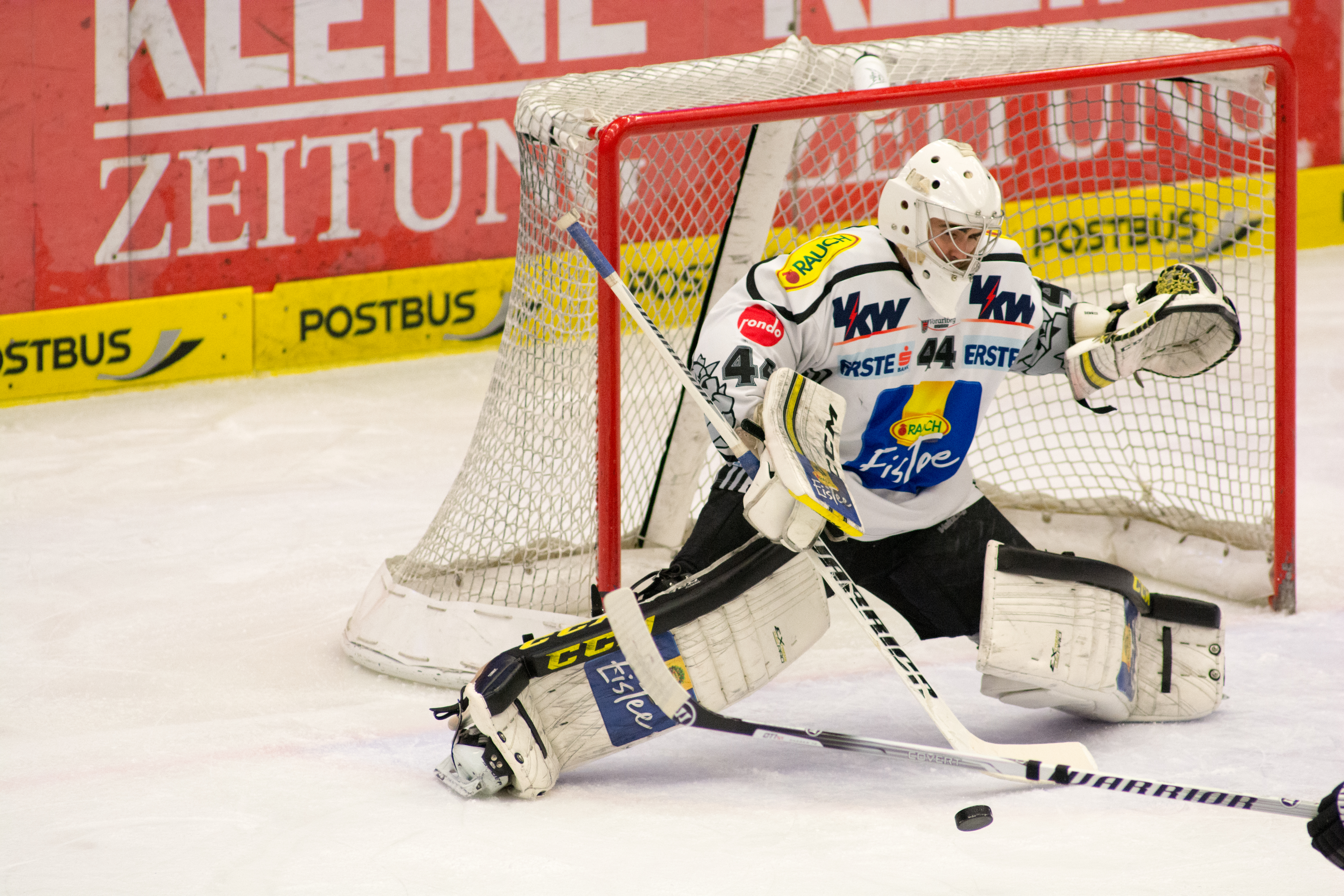
Adam Dennis im Trikot des Dornbirner EC

Von 2006 bis 2009 spielte Dennis für die Rochester Americans und Portland Pirates in der American Hockey League. Zur Saison 2009/10 ging er erstmals nach Europa, wo er einen Vertrag beim SHC Fassa aus der italienischen Serie A1 erhielt. Bei den Italienern bestätigte er seine individuelle Klasse. Bei seinen 37 Hauptrunden-Einsätzen wies er mit 2,23 Gegentoren pro Spiel den niedrigsten Gegentorschnitt der gesamten Liga auf. In den Playoffs konnte er diesen Wert auf 2,20 Gegentore pro Spiel senken. Seine Fangquote war mit 93,5 % in der Hauptrunde und 94,0 % in den Playoffs ebenfalls herausragend. Mit seinen guten Leistungen empfahl er sich für einen Vertrag bei den Kölner Haien aus der Deutschen Eishockey Liga, von denen Dennis für die Saison 2010/11 verpflichtet wurde.
Nach einem erfolglosen Saisonbeginn mit den Haien, die Wade Dubielewicz als neuen Torhüter verpflichteten, verließ Dennis im Oktober 2010 die Haie und wurde vom HC Alleghe verpflichtet. Knapp drei Jahre spielte er in Italien, dann wechselte er im Sommer 2013 zum Dornbirner EC in die Österreichische Eishockey-Liga. Nach der Saison 2013/14 beendete er seine aktive Karriere. Zur Saison 2016/17 wurde Dennis beim North Bay Battalion als Assistenz-General-Manager, Assistenztrainer und Torwarttrainer tätig.

### Nationalmannschaft
Sein Debüt für die italienische Nationalmannschaft gab Dennis im Februar 2013 in Bietigheim-Bissingen bei der Olympiaqualifikation für die Spiele in Sotschi 2014. Obwohl sich die Italiener aufgrund einer 2:3-Niederlage gegen Österreich nicht für die Winterspiele qualifizierten, wurde er auch für die Weltmeisterschaft nominiert. Dort gelang ihm mit den Italienern nicht nur der Aufstieg in die Top-Division, er wurde auch zum besten Torhüter und in das All-Star-Team der Gruppe A der Division I gewählt.

## Erfolge und Auszeichnungen
- 2004 J.-Ross-Robertson-Cup-Gewinn mit den Guelph Storm
- 2005 J.-Ross-Robertson-Cup-Gewinn mit den London Knights
- 2005 Dave Pinkney Trophy (gemeinsam mit Gerald Coleman)
- 2005 OHL Second All-Star-Team
- 2005 Memorial-Cup-Gewinn mit den London Knights
- 2005 Memorial Cup All-Star-Team
- 2005 Hap Emms Memorial Trophy
- 2006 CHL Second All-Star Team
- 2006 OHL Goaltender of the Year
- 2006 OHL First All-Star-Team
- 2010 Niedrigster Gegentorschnitt der Serie A1-Hauptrunde
- 2013 Aufstieg in die Top-Division bei der Weltmeisterschaft der Division I, Gruppe A
- 2013 Bester Torhüter und All-Star-Team der Weltmeisterschaft der Division I, Gruppe A

## Liga-Statistik
Stand: Ende der Saison 2012/13